# Шинкел (општина)
Шинкел (њем. Schinkel) општина је у њемачкој савезној држави Шлезвиг-Холштајн. Једно је од 165 општинских средишта округа Рендсбург. Према процјени из 2010. у општини је живјело 1.034 становника. Посједује регионалну шифру (AGS) 1058142.

## Географски и демографски подаци
Шинкел се налази у савезној држави Шлезвиг-Холштајн у округу Рендсбург. Општина се налази на надморској висини од 17 метара. Површина општине износи 10,2 km². У самом мјесту је, према процјени из 2010. године, живјело 1.034 становника. Просјечна густина становништва износи 101 становника/km².